# Танское завоевание Западно-тюркского каганата
Та́нское завоева́ние Западно-тю́ркского кагана́та — военная кампания 655—657 годов под руководством генералов империи Тан Су Динфана и Ченг Яоджина против Западно-Тюркского каганата, которым правил Ашина Хэлу.
Походы Тан против западных тюрков начались в 640 году с аннексии оазисного государства Таримской котловины Гаочана, союзника западных тюрков. Некоторые из оазисных государств когда-то были вассалами империи Тан, но затем перешли на сторону западных тюрков, когда у них возникли подозрения в отношении военных амбиций Тан. Экспансия империи Тан в Среднюю Азию продолжилась с завоеванием Карашара в 644 году и Кучи в 648 году. Чэн Яоджин командовал первым набегом на земли Западно-тюркского каганата, а в 657 году Су Динфан командовал основной армией, отправленной против западных тюрков, в то время как тюркские генералы Ашина Мише и Ашина Бужен возглавляли боковые дивизии. Войска Тан были усилены кавалерией, предоставленной уйгурами, племенем, которое было союзником Тан с тех пор, как они поддержали уйгурское восстание против Сюеяньто. В 657 году армия Су Динфана разгромила Хелу в битве на реке Иртыш.
Победа укрепила контроль Тан над Западным краем (совр. Синьцзян), и  регионами, ранее находившиеся под властью Каганата. Для управления недавно приобретёнными территориями были созданы марионеточные каганы и военные гарнизоны. Династия Тан достигла максимальной территориальной протяжённости, когда её западные границы достигли восточной границы Омейядского халифата. Позже тюркские восстания положили конец гегемонии Тан за пределами Памира (совр. Таджикистан и Афганистан), но военное присутствие Тан сохранилось в Джунгарии и Таримском бассейне. Средняя Азия впитала в себя культурные влияния конфликта. Тюркская культура и язык распространились в Среднюю Азию, равно как и художественное и политическое влияние династии Тан. Многие из танских генералов и солдат, дислоцированных в регионе, были этническими тюрками, а распространенность индоевропейских языков в Средней Азии снизилась с ускорением тюркской миграции. Тюрки, тибетцы и танцы боролись за контроль над Средней Азией в течение следующих нескольких столетий.

## Предыстория
Империя династии Тан, преемницы династии Суй, была космополитическим гегемоном, правившим одной из самых обширных империй в истории Китая. Набеги кочевых киданей и тюрков бросили вызов правлению Тан, и правители Тан ответили, проводя стратегии «разделяй и властвуй», прокси-войны, дани и браков.
Военные действия между Таном и западными тюрками существовали ещё с момента основания династии. Первый император династии Тан Гаоцзу, способствовал убийству западнотюркского кагана 2 ноября 619 года. Столкнувшись с угрозой как со стороны Западного, так и Восточного тюркского каганата, преемник Гаоцзу император Тай-цзун заключил союз с западными тюрками против восточных тюрков, приняв политику союза «с теми, кто далеко, чтобы сражаться с теми, кто близко».
Экспансия династии Тан на запад началась с войны против восточных тюрков. Воспользовавшись политическими разногласиями в Восточно-Тюркском каганате, Тай-цзун аннексировал территорию восточных тюрков в 629 году, положив начало периоду правления, который продлился следующие 50 лет. Кочевники были изгнаны из региона Ордос и Южной Монголии, а Тай-цзун был объявлен Великим ханом (каганом), побеждавшим племён, которые сдались и подчинились правлению Тан.

### Столкновения в Таримской котловине

Карта походов Тай-цзуна против государств-оазисов Таримской котловины, союзников Западно-тюркского каганата

Некоторые оазисные государства, такие как Кашгар и Хотан подчинились китайцам в 632 году, как и Яркенд в 635 году. Танские военные кампании распространились дальше на запад против оставшихся государств-оазисов Таримской котловины на юге Синьцзяна, начиная с 640 года. Правитель Гаочана отказался подчиниться династии Тан в качестве сюзерена. В 638 году император Тай-цзун приказал провести кампанию под руководством генерала Хоу Джунджи по вторжению в Гаочан. Танские войска прибыли в 640 году и аннексировали королевство. Армия западных тюрков, посланная для поддержки Гаочана, отступила при приближении танских войск.
Соседнее королевство Карашар стало настороженно относиться к китайским войскам, дислоцированным в Гаочане, который теперь находился под властью Тан. Он отказался платить дань Танскому двору и заключил союз с западными тюрками. Танская кампания под руководством полководца Госяо Кэ захватила королевство в 644 году и назначила правителем сторонника Тан. Военная помощь западных тюрков не смогла сдержать танские силы. При поддержке западных тюрков марионеточный правитель был позже свергнут, и в 648 году прибыла ещё одна военная кампания, возглавляемая танским генералом Ашиной Шээром, членом тюркской королевской семьи Ашина, чтобы восстановить контроль Тан.
После завоевания Карашара Шээр повёл свои войска в королевство Куча. Кучанская армия, насчитывающая 50 тыс. солдат, потерпела поражение от Шээра. Правитель Кучи бежал со своими воинами в царство Аксу. Однако после 40-дневной осады города войсками Шээра он был взят в плен, и 19 января 649 года войска Кучи были вынуждены капитулироваться. В регионе были размещены танские военные гарнизоны для управления присоединёнными государствами-оазисами. Эти гарнизоны, известные как «Четыре гарнизона Аньси», располагались в Куче, Кашгаре, Хотане и Карашаре.

## Завоевание

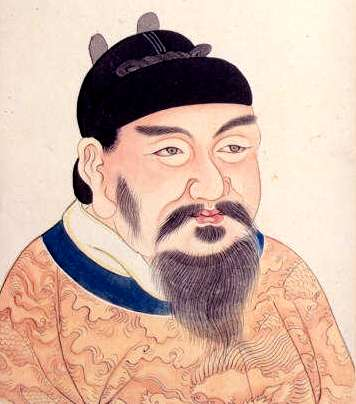
Портрет Танского императора Гао-цзуна, созданный в XVIII веке

Халлыг Ышбара-Джагбу хан (Ашина Хэлу), член королевской семьи Ашина, ранее был генералом при императоре Тай-цзуне, командующем танскими войсками в Ганьсу. Он возглавил восстание против Тан и мигрировал на запад, объявив себя Шабулу-каганом и правителем Западно-Тюркского каганата. Приход к власти Хэлу объединил разделённые тюркские племена под единым лидером.
После того, как он утвердился в качестве кагана, Ашина Хэлу неоднократно совершал набеги на поселения Тан на востоке. Он также напал на Таримский бассейн, в результате чего эта территория оказалась под властью тюрков на следующие 6 лет. Император Гао-цзун, преемник Тай-цзуна, в ответ отправил войска, состоящие из основной дивизии во главе с Су Динфаном и другой, возглавляемой Ашиной Мише и Ашиной Буженом, западнотюркскими соперниками Ашины Хэлу.
Су Динфан был командиром из южно-центральной провинции Хэбэй, который в начале своей офицерской карьеры руководил нападением на военный лагерь Кат Ильхана, кагана восточных тюрков. Он также приобрел военный опыт в качестве лидера региональной милиции во время гражданской войны, которая велась между переходом от Суй к Тану. Су был генералом с военным опытом в Средней Азии и был знаком с культурой степей, а также поддерживал контакты с военачальниками региона. Он был одним из девяти многонациональных военачальников, приглашённых императором Гао-цзуном на военное мероприятие в 655 году. Ещё одним присутствовавшим военачальником был тюркский генерал Ашина Чжун, троюродный брат Ашины Шээра.
Войска Су Динфана состояли из танских солдат и 10 тыс. уйгурских всадников. Уйгурские войска были предоставлены Поруном, сыном уйгурского лидера Тумиду Эльтабара и возведены на трон Тай-цзуном. Уйгуры были союзниками империи Тан, которая поддержала их восстание против правления Сюеяньто, племени народа Теле. Порун присоединился к Су Динфану в качестве заместителя командира уйгурской кавалерии в военной кампании против западных тюрков. Командирами уйгурской кавалерии были генеральный протекторат Янрань и заместитель генерального протектората, администраторы протектората Янрань вблизи военного гарнизона Тан Сишоусян.

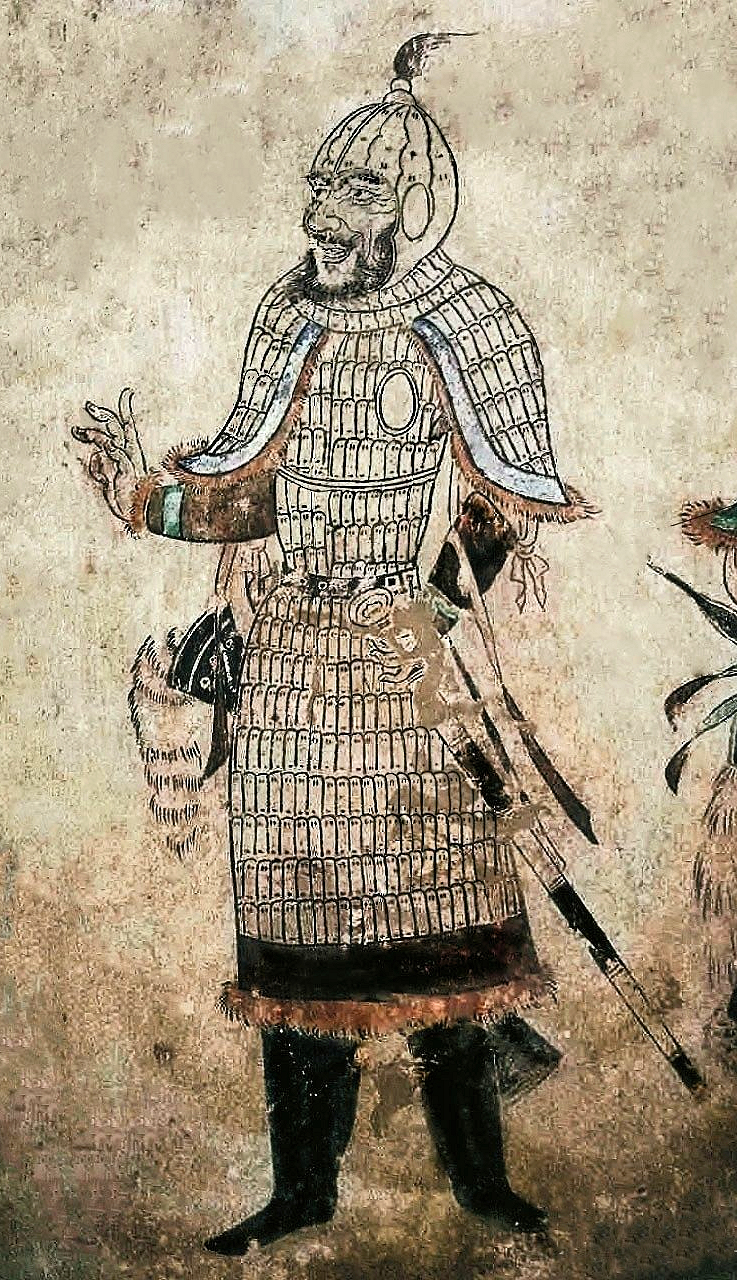
Китайский офицер Почётного караула. Могила принцессы Чан-ле, Мавзолей Чжао (династия Тан), провинция Шэньси. Тан Чжэнгуань, 17 год (т. е. 644 год н. э.)

Армия Су прошла через среднеазиатские степи от Ордоса (Внутренняя Монголия) до Алтайских гор. Его войска покинули Ордос в марте и прибыли в территории современного Кыргызстана в ноябре, преодолев 4828 км через степи и пустыню. Су избегал остановок в богатых ресурсами государствах-оазисах и, как предполагает американский историк Джонатан Карам Скафф, китайские войска, возможно, полагались на домашний скот в качестве продовольствия, а не на поезда с припасами — тактика, используемая степными кочевниками. Поход продолжался всю зиму, когда степи были покрыты снегом. Сообщается, что, описывая испытания путешествия, Су Динфан сказал:
Туман повсюду проливает тьму. Ветер ледяной. Варвары не верят, что мы можем вести кампанию в это время года. Поспешим удивить их!
Командиры армии Тан были знакомы с политической культурой кочевых государств. Союзы кочевников формировались посредством распределения военной добычи и обеспечения сохранности племенной собственности, но становились хрупкими, когда правители не выполняли свои обещания. Китайцы понимали, что недовольные племена уязвимы перед сменой присяги, и использовали это в своих интересах.
Су Динфан вербовал племена на сторону Тан, и эти бывшие племенные вассалы западных тюрков предоставили дополнительных солдат. Племя Чумугунь предложило свою поддержку после того, как они были побеждены Су, а племя Нишу помогло Су после того, как их дети и жёны, первоначально захваченные Хэлу, были возвращены вместе с подарками, предложенными Таном.
Бой произошёл на реке Иртыш у Алтайских гор. Силы Хэлу, состоящие из 100 тыс. кавалеристов, попали в засаду Су, когда Хэлу преследовал ложные войска Тан, которые развернул Су. Хэлу потерпел поражение во время внезапной атаки Су и потерял большую часть своих солдат. Верные Хэлу тюркские племена капитулировались, и Хэлу бежал в Ташкент на территории современного Узбекистана. Отступающий Хэлу был схвачен на следующий день после того, как жители Ташкента передали его китайцам. Сообщается, что на обратном пути в столицу Тан Хэлу написал:
Я побеждённый и разорённый военнопленный, вот и всё! Бывший император [Тай-цзун] обращался со мной великодушно, но я предал его. В моём нынешнем поражении Небеса излили на меня свою ярость. Раньше я слышал, что закон Хань предусматривает, что казни мужчин должны проводиться на городской рыночной площади. Когда мы прибудем в столицу, я попрошу Чжалин [могилу предыдущего танского императора Тай-цзуна] искупить мои преступления перед бывшим императором. Это моё искреннее желание.
Гао-цзун получил просьбу Хэлу и согласился на его просьбу, несмотря на закон Тан, предписывающий казнить захваченных в плен повстанческих генералов и королей. В соответствии с конфуцианскими ритуалами его отправили к могиле Тай-цзуна, где Гао-цзун сохранил ему жизнь, а затем в столичный Храм Предков, где пленника снова представили, отражая древние ритуалы, прославляющие победоносные армии. Хэлу почувствовал себя опозоренным Тай-цзуном и через год покончил жизнь самоубийством, всё ещё находясь в плену. Его похоронили в кургане, украшенном стелой, возле императорского парка. Гробница служила военным трофеем, который был виден посетителям императора, входящим в парк, и символизировал верность кагана императору и военные победы Тан над западными тюрками.

## Историческая значимость

### Последствия

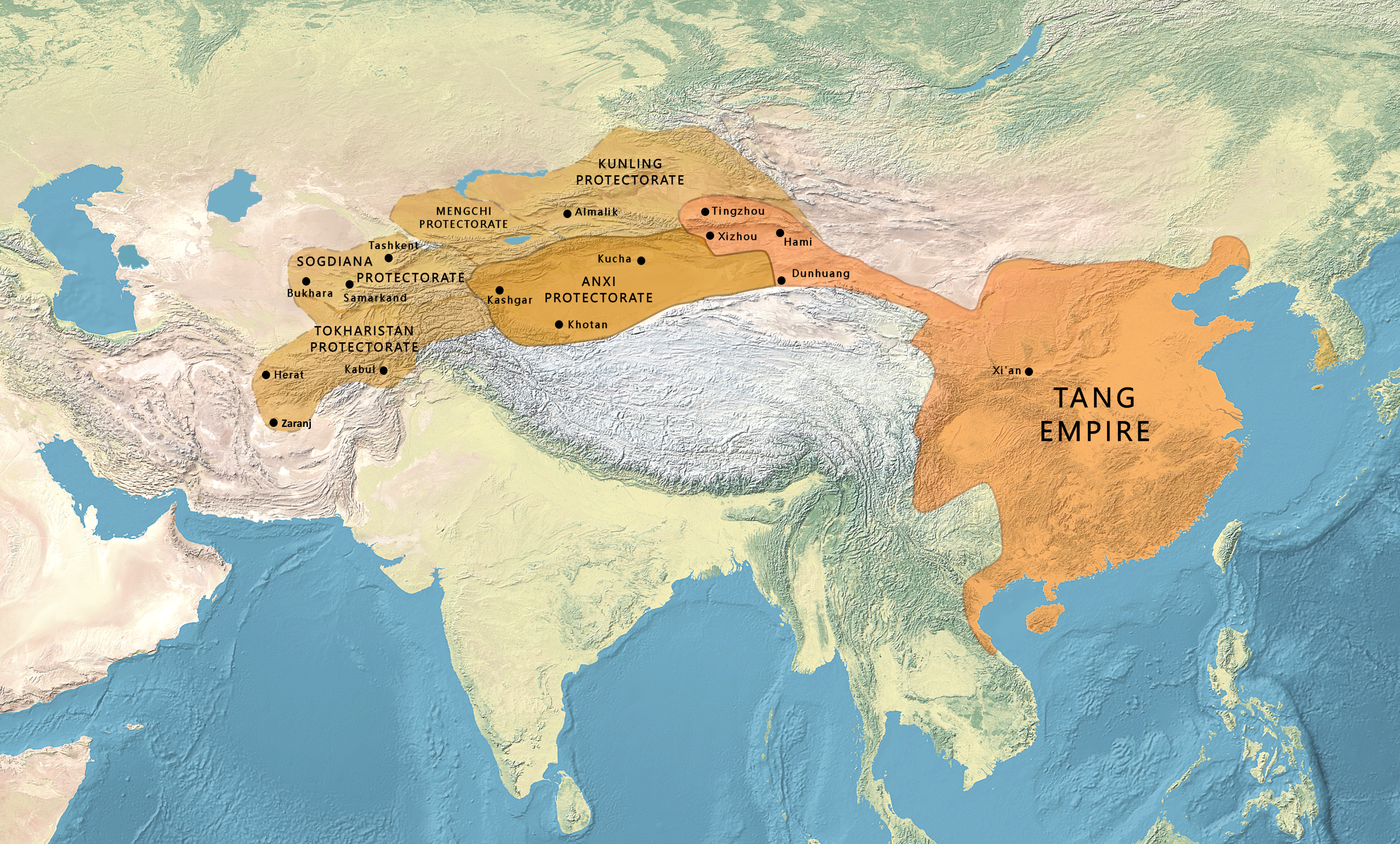
Карта империи Тан и его протекторатов в Средней Азии года. Именно благодаря завоеванием западных тюрков династия Тан достигла зенита своего могущества, хотя и всего на несколько лет

Завоевание укрепило власть Тан над современным Синьцзяном, находящимся под управлением протектората Аньси, и привело к сюзеренитету Тан над регионами, ранее находившимися под контролем западных тюрков. Падение каганата привело к тому, что Алтайские горы оказались под контролем Тан, а оставшиеся три племени карлуков управлялись в недавно созданных провинциях во главе с вождями племён, которые теперь были главнокомандующими Тан. Другая провинция под именем Уздечка Цзиньман, была создана для племён юэбань, проживающих в южной части Джунгарского бассейна. Долина Амударьи, Таримский бассейн и территория за Памиром, бывшие вассалы западных тюрков, были переданы под контроль Тан.
Су продолжил свою карьеру в качестве военного генерала, а позже командовал войсками Тан в войне против Пэкче в 660 году. Династия Тан достигла своего максимального расцвета после завоевания Каганата. Жители новой территории не стали китаизированными, как многие другие государства и племена, завоеванные Таном. Военная деятельность Тан в Средней Азии привела к волне тюркских мигрантов, служивших в армии Тан в качестве солдат и генералов, что привело к распространению тюркского языка и культуры. В то же время распространенность индоевропейских языков в западных регионах шла на спад. Средняя Азия также впитала в себя культурное влияние Тан. Искусство Средней Азии включало стилистические особенности Тан, такие как трехцветная глазурь санцай, используемая в керамике. Китайские монеты оставались в обращении в Синьцзяне после упадка Тан. Культурные остатки архитектурного влияния Тан всё ещё заметны в буддийской архитектуре Дуньхуана, на границе между западными регионами и коридором Хэси.
Огромные размеры недавно завоеванных земель затрудняли управление через танские военные гарнизоны. Танский император Гао-цзун назначил двух марионеточных каганов править западными тюрками, которые позже были свергнуты в ходе восстания, начавшегося в 662 году. Восстание сократило западную территорию Тан до Бешбалыка, Джунгарии на севере Синьцзяна, и положил конец прямому контролю Тан над Средней Азией за пределами Памира в современном Таджикистане и Афганистане. Расширение Тибетской империи с юга поставило под угрозу контроль Китая над южным Синьцзяном. Тибет вторгся в бассейн Тарима в 670 году, но силы Тан вернули себе эту территорию в 693 году и Кашгар в 728 году, восстановив протекторат Аньси и четыре гарнизона. Конфликт между Тибетом и Тан продолжался до конца династии Тан.
В максимальной степени танская экспансия привела Китай к прямому контакту с растущим Омейядским халифатом. Западные границы Китая доходили до восточной границы Халифата. После завоевания Сасанидской Персии в 651 году Халифат начал свою экспансию в Среднюю Азию, конкурируя со сферой влияния Тан в регионе. В 717 году китайцы наконец выступили в битву с арабскими войсками при Аксу и смогли одержать победу, но в 751 году в битве при Таласе потерпели поражение, и арабская армия захватила китайских мастеров по производству бумаги. В арабских записях конфликта утверждается, что битва привела к появлению в исламском мире производства бумаги.

### Марионеточные каганы
Танский император Гао-цзун поставил двух марионеточных каганов, двоюродных братьев Ашины Бужена и Ашины Мише, и контролировал регион через своих доверенных лиц. Бужен и Мише были врагами Хэлу, которые помогали Су Динфану во время его кампании против Хэлу и Западно-Тюркского каганата. Гао-цзун разделил десять местных племён между двумя двоюродными братьями. Бужен управлял половиной племён, расположенных на западе, а Мише — другой половиной, расположенной на востоке.
Сын Бужена Хосров и сын Мише Юаньцин проживали в Чанъане, столице Тан, а их отцы управляли бывшим каганатом как каганы. Танская ммператрица У Цзэтянь отправила Юаньцина и Хосрова на запад в 685 году, чтобы они стали преемниками своих отцов в качестве доверенных правителей.
Ни один из каганов не смог успешно осуществлять контроль. Тюркские племена сопротивлялись правлению Юаньцина, победив кагана и вынудив Юаньцина вернуться в Чанъань. Хосров смог временно подчинить себе западные племена, но потерпел поражение в 690 году во время вторжения Второго Тюркского каганата, и он тоже был вынужден бежать из региона вместе со своими сторонниками. Более поздние попытки установить марионеточных каганов потерпели неудачу, и этот титул был понижен до символического положения при дворе Тан.